# Kiểm lỗi hệ thống
kiểm lỗi hệ thống (tiếng Anh: System testing) là việc kiểm lỗi tiến hành trên 1 hệ thống đã tích hợp đầy đủ để đánh giá sự tương hợp với những yêu cầu đã được đặc tả cho hệ thống. Kiểm lỗi hệ thống nằm trong phạm vi của kiểm lỗi theo phương pháp hộp đen (black box testing) và vì vậy không đòi hỏi việc phải biết thiết kế bên trong của mã hoặc logic chương trình.
Như một quy tắc, việc kiểm lỗi hệ thống sẽ dùng tất cả những bộ phận cấu thành phần mềm đã được kiểm lỗi thành công trong giai đoạn kiểm lỗi tích hợp và chính bản thân phần mềm đã được tích hợp với những hệ thống phần cứng khả dĩ đối với nó để làm đầu vào. Mục đích của kiểm lỗi tích hợp là để phát hiện bất cứ sự không nhất quán nào đó giữa những đơn vị phần mềm đã được tích hợp với nhau (gọi là assemblages) hoặc là giữa những đơn vị tích hợp đó với phần cứng. Việc kiểm lỗi hệ thống là một dạng kiểm lỗi có phần hạn chế hơn; nó tìm kiếm những thiếu sót cả bên trong việc liên kết các đơn vị tích hợp và cả bên trong toàn thể hệ thống.

## Kiểm lỗi toàn bộ hệ thống
Kiểm Lỗi Hệ thống thực sự được tiến hành trên toàn bộ hệ thống ứng với các Đặc tả yêu cầu chức năng (FRS) và/hoặc cácĐặc tả yêu cầu hệ thống (SRS). Hơn thế nữa việc Kiểm Lỗi Hệ thống là 1 giai đoạn kiểm lỗi mang tính điều tra do ta tập trung hầu như vào thái độ mang tính phá hoại và kiểm tra không những là việc thiết kế mà còn là những hành vi và những trông đợi giả định của khách hàng. Kiểm Lỗi Hệ thống cũng được cho là phải kiểm cho đến hoặc vượt hơn những phạm vi được định nghĩa trong đặc tả yêu cầu phần cứng/phần mềm.
Ta có thể coi việc kiểm lỗi Hệ thống như là giai đoạn kiểm lỗi mang tính phá hoại cuối cùng trước Kiểm lỗi chấp thuận